# Minorités sexuelles et de genre au Maroc

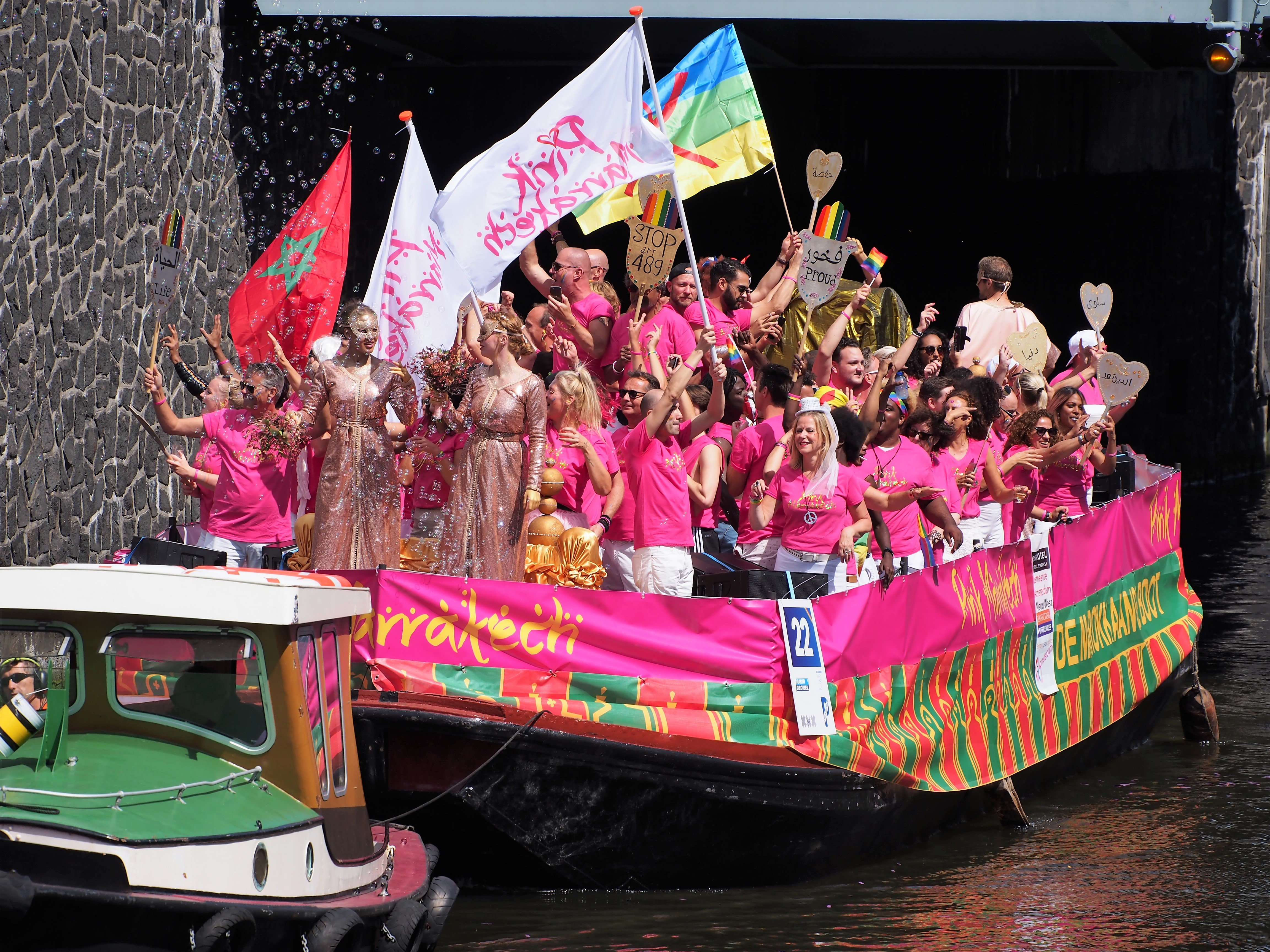
Bateau du Maroc lors de la marche des fiertés 2017 d'Amsterdam.

 (juin 2023).
Pour des articles plus généraux, voir Minorités sexuelles et de genre au Moyen-Orient et en Afrique du Nord et Minorités sexuelles et de genre en Afrique.

## Histoire

### Coloniale
Lors de la période coloniale, le Maroc est l'objet de fantasmes orientaliste de la part de nombre d'Occidentaux, qui le voient comme un espace de liberté sexuelle, mais aussi comme un lieu où échapper au scandale social et familial que provoquait alors l'homosexualité : c'est ainsi que Paul Bowles, Francis Bacon, Jean Genet, Tennessee Williams, Jack Kerouac, Allen Ginsberg et Joe Orton se retrouvent associés à la vie culturelle marocaine.

### Post-coloniale
Le développement du tourisme, fortement encouragé par les autorités marocaines, s'accompagne d'une augmentation de l'acceptation des couples occidentaux visiblement homosexuels : dans les années 2010, ceux-ci peuvent être présents autour de Jemaa-el-Fna à Marrakech, et de nombreux hôtels de la ville signalent, de manière plus ou moins codée, qu'ils sont gay-friendly.
Cette tolérance crée une situation à deux vitesses : la loi marocaine condamne l'homosexualité, mais elle ne s'applique que très rarement aux touristes étrangers, alors qu'elle reste en vigueur pour des Marocains.
En 2007, une fête organisée à Ksar el-Kébir provoque un outrage national : alors que le déroulement de l'évènement n'est pas clair, différents médias locaux accusent les participants de s'adonner à un mariage homosexuel, avec l'un d'entre eux qui s'est travesti afin de ressembler à une mariée traditionnelle. S'ensuit de nombreux prêches homophobes dans les mosquées locales, ainsi que des demandes de la part du parti de la justice et du développement et de l'association Al Adl Wal Ihsane de traduire les participants en justice, une manifestation d'un millier de personnes, la destruction d'une boutique qui appartenait à un des participants, et la condamnation, sans preuve d'après Human Rights Watch, de six personnes à des peines de 4 à 10 mois de prison.

## Conditions de vie

### Acceptation sociale
Comme dans la majorité du Moyen-Orient, l'homosexualité est vue comme extérieure à l'identité marocaine, une importation occidentale : ainsi, toute relation homosexuelle entre un Occidental et un Marocain est vue comme une forme de prostitution ; cette croyance prend toutefois racine dans des réalités historiques de tourisme sexuel.

### Sociabilité
En raison de la répression de l'homosexualité, la fréquentation de sites de rencontres, tels que Gaydar, mais plus généralement le cruising, sont des activités risquées ; ainsi, de nombreux marocains décident de partir à l'étranger, notamment en Turquie ou en Thaïlande, pour avoir des relations homosexuelles.

## Dans la culture populaire
En 2022, le film Le Bleu du caftan raconte l'histoire d'un tailleur spécialisé à Salé vivant avec le secret de son homosexualité.